# Enumeratio Plantarum Zeylaniae
Enumeratio Plantarum Zeylaniae (abreviado Enum. Pl. Zeyl.) fue una revista ilustrada con descripciones botánicas que fue editada por el botánico inglés, George Henry Kendrick Thwaites. Se publicó  en 5 partes en los años 1858-1864.